# Quebrada Guaiguasi
Quebrada Guaiguasi är ett periodiskt vattendrag i Chile.   Det ligger i regionen Región de Tarapacá, i den norra delen av landet, 1 600 km norr om huvudstaden Santiago de Chile.
Omgivningarna runt Quebrada Guaiguasi är i huvudsak ett öppet busklandskap. Trakten runt Quebrada Guaiguasi är nära nog obefolkad, med mindre än två invånare per kvadratkilometer.